# ケビン・スチュワート (サッカー選手)
ケヴィン・リンフォード・ステュワート（Kevin Linford Stewart,  1993年9月7日 - ）は、イングランド・インフィールド区出身のサッカー選手。ブラックプールFC所属。ジャマイカ代表。ポジションはMF（守備的ミッドフィールダー）。

## クラブ歴

### トッテナム・ホットスパー
トッテナム・ホットスパーFCの下部組織で育ち、2013年にトップチームに昇格する。同年3月28日、リーグ1のクルー・アレクサンドラFCにシーズン終了までレンタル移籍。4月1日のプレストン・ノースエンドFC戦で公式戦に初出場し1-0の勝利で飾った。

### リヴァプール
2014年7月2日にリヴァプールFCへフリートランスファーで加入し2年契約を締結。2015年1月から1か月間、同僚のロイド・ジョーンズやジャック・ダンと共にリーグ2のチェルトナム・タウンFCへ短期ローンとなる。同月3日のオックスフォード・ユナイテッドFC戦でデビューすると、前半アディショナルタイムにチーム2点目となる勝ち越しゴールを挙げ2-1での勝利に貢献。公式戦5試合に出場し3得点を記録した。3月26日からシーズン終了まで、ダンと共にリーグ2のバートン・アルビオンFCへ加入。2014-15シーズン最終節では64分にジミー・フロイド・ハッセルバインク監督により投入されるが、3分後に味方GKのジョン・マクラフリンが退場となり勝ち越しを許す。その後同点に追い付くと88分に決勝点を挙げ3-2で勝利、クラブのリーグ2制覇に貢献する。
2015年7月11日、リバプールと契約を延長した上でジョーダン・ウィリアムズと共にリーグ1のスウィンドン・タウンFCへシーズンローンとなる。9月17日のフットボールリーグ・トロフィー、ニューポート・カウンティAFC戦で内側側副靭帯を損傷。以降は出場がなく、翌年1月にマージーサイドのクラブへ呼び戻された。
同月8日のFAカップ3回戦・エクセター・シティFC戦でスタメンに選ばれ、ユルゲン・クロップ監督の下で初めて公式戦でプレーする。2月14日のアストン・ヴィラFC戦で66分にフィリペ・コウチーニョとの交代でピッチに立ちプレミアリーグデビュー。同月23日にクラブとの契約を2020年夏まで延長した。

### ハル・シティ
2017-18シーズンよりEFLチャンピオンシップのハル・シティAFCへ移籍。レオニード・スルツキー監督が率いるクラブと3年契約を締結した。2017年8月19日のクイーンズ・パーク・レンジャーズFC戦でスタメン入りし加入後初出場。2019年9月21日のルートン・タウンFC戦で、移籍後初ゴールとなる先制点を挙げ、3-0での勝利に貢献する。2019-20シーズンの結果クラブは最下位に終わりEFLリーグ1への降格が決定すると、KCOMスタジアムを後にした。

### ブラックプール
半年間フリーの状態が続いたが、2021年1月23日にEFLリーグ1のブラックプールFCと1年半の契約を締結した。

### 代表歴
イングランド出身だがジャマイカ代表を選択。2022年1月30日にパナマ代表戦でジャマイカ代表としてデビューした。

## 個人成績
| クラブ       | シーズン | リーグ | リーグ | FAカップ | FAカップ | リーグカップ | リーグカップ | その他 | その他 | 通算 | 通算 |
| クラブ       | シーズン | 出場   | 得点   | 出場     | 得点     | 出場         | 得点         | 出場   | 得点   | 出場 | 得点 |
| ------------ | -------- | ------ | ------ | -------- | -------- | ------------ | ------------ | ------ | ------ | ---- | ---- |
| トッテナム   | 2012-13  | 0      | 0      | 0        | 0        | 0            | 0            | 0      | 0      | 0    | 0    |
| トッテナム   | 2013-14  | 0      | 0      | 0        | 0        | 0            | 0            | 0      | 0      | 0    | 0    |
| トッテナム   | 通算     | 0      | 0      | 0        | 0        | 0            | 0            | 0      | 0      | 0    | 0    |
| クルー       | 2012-13  | 4      | 0      | 0        | 0        | 0            | 0            | 0      | 0      | 4    | 0    |
| リヴァプール | 2014-15  | 0      | 0      | 0        | 0        | 0            | 0            | 0      | 0      | 0    | 0    |
| リヴァプール | 2015-16  | 7      | 0      | 4        | 0        | 0            | 0            | 0      | 0      | 11   | 0    |
| リヴァプール | 2016-17  | 4      | 0      | 2        | 0        | 3            | 0            | 0      | 0      | 9    | 0    |
| リヴァプール | 通算     | 11     | 0      | 6        | 0        | 3            | 0            | 0      | 0      | 20   | 0    |
| チェルトナム | 2014-15  | 4      | 1      | 0        | 0        | 0            | 0            | 0      | 0      | 4    | 1    |
| バートン     | 2014-15  | 7      | 2      | 0        | 0        | 0            | 0            | 0      | 0      | 7    | 2    |
| スウィンドン | 2015-16  | 5      | 0      | 0        | 0        | 1            | 0            | 1      | 0      | 7    | 0    |
| 総通算       | 総通算   | 31     | 3      | 6        | 0        | 4            | 0            | 1      | 0      | 42   | 3    |

| クラブ            | シーズン | リーグ | リーグ | 期間通算 | 期間通算 |
| クラブ            | シーズン | 出場   | 得点   | 出場     | 得点     |
| ----------------- | -------- | ------ | ------ | -------- | -------- |
| リヴァプール U-23 | 2016-17  | 10     | 1      | 10       | 1        |
| 通算              | 通算     | 10     | 1      | 10       | 1        |